# About a Girl
About a Girl is een nummer van de Amerikaanse grungeband Nirvana. Het nummer is afkomstig van hun eerste album Bleach en werd niet als zelfstandige single uitgebracht in de grungeversie die op Bleach stond. Op 18 november 1993 opende Nirvana bij het akoestische optreden bij MTV Unplugged in New York met About a Girl. Deze versie werd op 24 oktober 1994 uitgebracht als cd-single op het label Geffen Records en kwam op de live-cd MTV Unplugged in New York.

## Geschiedenis
About a Girl is door Kurt Cobain in 1989 geschreven nadat hij een hele dag naar het The Beatlesalbum Meet The Beatles! had geluisterd. Bij het schrijven van het nummer had Cobain nog geen titel voor het nummer. Nadat drummer Chad Channing vroeg waar het nummer over ging, zei Cobain: "It's about a girl". Het desbetreffende meisje was de toenmalige vriendin van Cobain, Tracy Marander. Het nummer had veel popinvloeden wat voor Cobain een reden was om het nummer niet op het album Bleach op te nemen, aangezien de achtergrond van Nirvana grunge was. Producer Jack Endino was het hiermee oneens en het nummer kwam wel op het album. Het nummer werd in Seattle opgenomen en bleef een van de weinige nummers van het album Bleach die Cobain tot zijn dood nog speelde.

## Single
Van de live-cd MTV Unplugged in New York, opgenomen in de Sony Music Studios in New York, was About a Girl de enige uitgebrachte single. In de Amerikaanse hitlijst Alternative Songs bereikte de single de nummer 1-positie.

### Hitlijsten
| Land             | Hitlijst                   | Hoogste notering |
| ---------------- | -------------------------- | ---------------- |
| Australië        | ARIA Charts                | 4                |
| België           | Vlaamse Ultratop 50        | 13               |
| Canada           | Singles Chart              | 10               |
| Denemarken       | Dankse Hitlister           | 7                |
| Finland          | Sisältää hitin             | 8                |
| Frankrijk        | SNEP                       | 23               |
| Italië           | FIMI                       | 21               |
| Nederland        | Nederlandse Top 40         | 26               |
| Nederland        | Mega Top 50                | 22               |
| Zweden           | Sverigetopplistan          | 20               |
| Verenigde Staten | Mainstream Top 40          | 29               |
| Verenigde Staten | Hot 100 Airplay            | 22               |
| Verenigde Staten | Alternative Songs          | 1                |
| Verenigde Staten | Hot Mainstream Rock Tracks | 3                |

### Nederlandse Top 40
| Positie: | 34 | 30 | 26 | 27 | uit |

### Mega Top 50
Hitnotering: 19-11-1994 t/m 07-01-1995. Hoogste notering: #22 (2 weken).

### NPO Radio 2 Top 2000
| Nummer met noteringen in de NPO Radio 2 Top 2000 | '15 | '16 | '17 | '18  | '19  | '20  | '21  | '22  | '23  | '24  |
| ------------------------------------------------ | --- | --- | --- | ---- | ---- | ---- | ---- | ---- | ---- | ---- |
| About a Girl                                     | 739 | 936 | 948 | 1011 | 1119 | 1071 | 1083 | 1130 | 1218 | 1370 |

1. ↑  Een vetgedrukt getal geeft de hoogste notering aan.
2. ↑  2015 was het eerste jaar met een notering voor dit nummer.